# SBS 드라마 스페셜
SBS 수목 드라마는 SBS TV에서 매주 수요일부터 목요일에 방송 중인 드라마 프로그램이다.

## 개요
미니 시리즈 드라마 형식으로 방송 중이며 장편 드라마도 방송됐다.
《황후의 품격》까지 드라마 스페셜이라는 명칭으로 방송했고 《빅이슈》부터 수목 드라마라는 명칭으로 방송 중이다.
2013년 10월, KBS, MBC, SBS 지상파 3사 편성국은 드라마 방송 시간을 줄이기로 합의하고 광고를 포함한 시간인 기존 1시간 12분 룰에서 1시간 7분 룰로 5분 가량 축소한 내용을 발표했다.

### 오후 8시 시간대 드라마
- 1994년 3월 2일에 첫 방송됐던 《이 남자가 사는 법》이 1994년 4월 20일부터 오후 10시 시간대 드라마 프로그램으로 편성·변경된 후 한 동안 오후 8시 50분 드라마 프로그램은 3개월 동안 잠정 폐지된다.
- 1994년 7월 13일에 시작한 《좋은 걸 어떡해》를 통해 오후 8시 50분에 드라마 프로그램을 재개했지만 당초 1995년 2월 22일 1회부터 오후 10시 시간대 드라마 프로그램이었으나 1994년 5월 17일부터 편성 변경된 《다시 만날 때까지》를 마지막으로 해당 시간대 드라마 프로그램이 폐지됐다.

### 오후 9시 시간대 드라마
- 당초 일일 드라마였던 《유심초》를 1992년 3월 25일에 편성 변경되면서 시작되었는데 당시에는 오후 9시 55분에 방송·편성됐다.
- 이후 1992년 5월 20일부터 1994년 4월 14일까지 오후 8시 50분에 방송되면서 잠정 폐지된다.
- 1994년 《이 남자가 사는 법》을 시작으로 해당 드라마 프로그램 시간대는 재개된다.
- 미니 시리즈 드라마로 방송됐던 《모래시계》는 본 방송 당시 월요일부터 목요일에 4회 편성되었고 나중에 수요일부터 목요일, 토요일부터 일요일에 4회로 재방송 편성됐다.

## 방송 시간

### 오후 8시 시간대
| 방송 채널 | 방송 기간                          | 방송 시간                                          | 방송 분량 |
| --------- | ---------------------------------- | -------------------------------------------------- | --------- |
| SBS TV    | 1992년 5월 20일 ~ 1994년 4월 14일  | 매주 수요일 ~ 목요일 오후 8시 50분 ~ 오후 9시 45분 | 55분      |
| SBS TV    | 1994년 10월 26일 ~ 1995년 7월 6일  | 매주 수요일 ~ 목요일 오후 8시 50분 ~ 오후 9시 45분 | 55분      |
| SBS TV    | 1994년 7월 13일 ~ 1994년 10월 20일 | 매주 수요일 ~ 목요일 오후 8시 55분 ~ 오후 9시 55분 | 1시간     |

### 오후 9시 시간대
| 방송 채널 | 방송 기간                          | 방송 시간                                           | 방송 분량  |
| --------- | ---------------------------------- | --------------------------------------------------- | ---------- |
| SBS TV    | 1992년 3월 25일 ~ 1992년 5월 14일  | 매주 수요일 ~ 목요일 오후 9시 55분 ~ 오후 10시 50분 | 55분       |
| SBS TV    | 1994년 4월 21일 ~ 1997년 5월 15일  | 매주 수요일 ~ 목요일 오후 9시 50분 ~ 오후 10시 50분 | 1시간      |
| SBS TV    | 1998년 1월 7일 ~ 1998년 2월 26일   | 매주 수요일 ~ 목요일 오후 9시 50분 ~ 오후 10시 50분 | 1시간      |
| SBS TV    | 1997년 5월 21일 ~ 1997년 6월 26일  | 매주 수요일 ~ 목요일 오후 9시 55분 ~ 오후 10시 55분 | 1시간      |
| SBS TV    | 1998년 3월 4일 ~ 2001년 3월 8일    | 매주 수요일 ~ 목요일 오후 9시 55분 ~ 오후 10시 55분 | 1시간      |
| SBS TV    | 1997년 7월 2일 ~ 1997년 12월 25일  | 매주 수요일 ~ 목요일 오후 9시 45분 ~ 오후 10시 45분 | 1시간      |
| SBS TV    | 1998년 1월 1일                     | 매주 목요일 오후 9시 40분 ~ 오후 11시 40분          | 2시간      |
| SBS TV    | 2001년 3월 14일 ~ 2007년 5월 3일   | 매주 수요일 ~ 목요일 오후 9시 55분 ~ 오후 11시 5분  | 1시간 10분 |
| SBS TV    | 2008년 8월 27일 ~ 2009년 4월 16일  | 매주 수요일 ~ 목요일 오후 9시 55분 ~ 오후 11시 5분  | 1시간 10분 |
| SBS TV    | 2009년 12월 9일 ~ 2010년 10월 7일  | 매주 수요일 ~ 목요일 오후 9시 55분 ~ 오후 11시 5분  | 1시간 10분 |
| SBS TV    | 2007년 5월 9일 ~ 2007년 7월 26일   | 매주 수요일 ~ 목요일 오후 9시 55분 ~ 오후 11시 15분 | 1시간 20분 |
| SBS TV    | 2008년 3월 5일 ~ 2008년 7월 31일   | 매주 수요일 ~ 목요일 오후 9시 55분 ~ 오후 11시 15분 | 1시간 20분 |
| SBS TV    | 2009년 4월 22일 ~ 2009년 12월 3일  | 매주 수요일 ~ 목요일 오후 9시 55분 ~ 오후 11시 15분 | 1시간 20분 |
| SBS TV    | 2010년 10월 13일 ~ 2013년 2월 21일 | 매주 수요일 ~ 목요일 오후 9시 55분 ~ 오후 11시 15분 | 1시간 20분 |

### 오후 10시 시간대
| 방송 채널 | 방송 기간                          | 방송 기간                                                                     | 방송 분량  |
| --------- | ---------------------------------- | ----------------------------------------------------------------------------- | ---------- |
| SBS TV    | 2008년 8월 20일 ~ 2008년 8월 21일  | 매주 수요일 오후 10시 50분 ~ 11시 40분 목요일 오후 10시 40분 ~ 오후 11시 30분 | 50분       |
| SBS TV    | 2016년 2월 17일 ~ 2019년 11월 28일 | 매주 수요일 ~ 목요일 오후 10시 ~ 오후 11시 10분                               | 1시간 10분 |
| SBS TV    | 2013년 10월 23일 ~ 2016년 2월 11일 | 매주 수요일 ~ 목요일 오후 10시 ~ 오후 11시 15분                               | 1시간 15분 |
| SBS TV    | 2013년 2월 27일 ~ 2013년 10월 17일 | 매주 수요일 ~ 목요일 오후 10시 ~ 오후 11시 20분                               | 1시간 20분 |

## 프로그램 리스트
- 아래 프로그램은 2003년 이전에 제작·방송했으며 부득이하게 일부 장면에서 흡연 장면·담배 소품이 노출될 수 있으며 시청자 여러분들의 양해 바랍니다.
- 아래 프로그램은 2002년 11월 이후 시청 가능 연령을 표시하는 드라마 프로그램 등급 제도를 의무적으로 시행하여 현재까지 이어지고 있습니다.
- 2017년 3월 1일부터 TV 프로그램 등급 표시 외에 주제, 폭력성, 선정성, 언어, 모방 위험 등 분류 사유 표시를 의무적으로 시행하고 있습니다.

### 1990년대

#### 1992년

##### 오후 8시 시간대 드라마
- 《궁합이 맞습니다》 : 1992년 5월 20일 ~ 1992년 11월 12일
- 《사랑하는 당신》 : 1992년 11월 18일 ~ 1993년 4월 1일

##### 오후 9시 시간대 드라마
- 《유심초》 : 1992년 3월 25일 ~ 1992년 5월 14일 (전체 방송 기간 : 1991년 12월 16일 ~ 1992년 5월 14일)

#### 1993년

##### 오후 8시 시간대 드라마
- 《한강 뻐꾸기》 : 1993년 4월 7일 ~ 1993년 9월 23일
- 《친애하는 기타 여러분》 : 1993년 10월 6일 ~ 1994년 2월 24일

#### 1994년

##### 오후 8시 시간대 드라마
- 《이 남자가 사는 법》 : 1994년 3월 2일 ~ 1994년 4월 14일
- 《좋은 걸 어떡해》 : 1994년 7월 13일 ~ 1994년 12월 29일

##### 오후 9시 시간대 드라마
- 《이 남자가 사는 법》 : 1994년 4월 20일 ~ 1994년 8월 18일
- 《사랑은 없다》 : 1994년 8월 24일 ~ 1994년 12월 14일

#### 1995년

##### 오후 8시 시간대 드라마
- 《서울 야상곡》 : 1995년 1월 4일 ~ 1995년 2월 1일
- 《사랑은 블루》 : 1995년 2월 8일 ~ 1995년 3월 30일
- 《우리들의 넝쿨》 : 1995년 4월 5일 ~ 1995년 5월 11일
- 《다시 만날 때까지》 : 1995년 5월 17일 ~ 1995년 7월 6일

##### 오후 9시 시간대 드라마
- 《모래시계》 : 1995년 1월 9일 ~ 1995년 2월 16일 (광복 50주년 특별 기획 드라마로 방송)
- 《다시 만날 때까지》 : 1995년 2월 22일 ~ 1995년 5월 11일
- 《아스팔트 사나이》[2] : 1995년 5월 17일 ~ 1995년 7월 6일
- 《신비의 거울속으로》 : 1995년 7월 12일 ~ 1995년 8월 31일
- 《째즈》 : 1995년 9월 6일 ~ 1995년 10월 26일
- 《해빙》 : 1995년 11월 8일 ~ 1995년 12월 28일

#### 1996년
- 《사랑의 이름으로》 : 1996년 1월 10일 ~ 1996년 4월 10일
- 《도둑》 : 1996년 4월 17일 ~ 1996년 6월 6일
- 《남자대탐험》 : 1996년 6월 12일 ~ 1996년 8월 1일
- 《8월의 신부》 : 1996년 8월 7일 ~ 1996년 9월 25일
- 《형제의 강》[3] : 1996년 10월 2일 ~ 1997년 4월 3일

#### 1997년
- 《모델》 : 1997년 4월 9일 ~ 1997년 8월 7일
- 《장미의 눈물》 : 1997년 8월 13일 ~ 1997년 10월 2일
- 《달팽이》 : 1997년 10월 8일 ~ 1997년 12월 11일
- 《화이트 크리스마스》 : 1997년 12월 17일 ~ 1998년 1월 8일

#### 1998년
- 《옛사랑의 그림자》 : 1998년 2월 25일 ~ 1998년 3월 19일
- 《내 마음을 뺏어봐》 : 1998년 3월 25일 ~ 1998년 5월 14일
- 《미스터Q》 : 1998년 5월 20일 ~ 1998년 7월 16일
- 《홍길동》 : 1998년 7월 22일 ~ 1998년 9월 10일
- 《승부사》 : 1998년 9월 16일 ~ 1998년 12월 3일
- 《단단한 놈》 : 1998년 12월 9일 ~ 1998년 12월 31일

#### 1999년
- 《청춘의 덫》 : 1999년 1월 27일 ~ 1999년 4월 15일
- 《토마토》 : 1999년 4월 21일 ~ 1999년 6월 10일
- 《해피투게더》 : 1999년 6월 16일 ~ 1999년 8월 5일
- 《퀸》 : 1999년 8월 11일 ~ 1999년 9월 30일
- 《크리스탈》 : 1999년 10월 6일 ~ 1999년 11월 25일
- 《TV영화 러브스토리》 : 1999년 12월 1일 ~ 2000년 1월 27일

### 2000년대

#### 2000년
- 《불꽃》 : 2000년 2월 2일 ~ 2000년 5월 18일
- 《팝콘》 : 2000년 5월 24일 ~ 2000년 7월 13일
- 《경찰특공대》 : 2000년 7월 19일 ~ 2000년 9월 7일
- 《줄리엣의 남자》 : 2000년 9월 14일 ~ 2000년 11월 9일
- 《여자만세》 : 2000년 11월 15일 ~ 2001년 1월 4일

#### 2001년
- 《순자》 : 2001년 1월 10일 ~ 2001년 3월 8일
- 《아름다운 날들》 : 2001년 3월 14일 ~ 2001년 5월 31일
- 《로펌》 : 2001년 6월 6일 ~ 2001년 7월 26일
- 《수호천사》 : 2001년 8월 1일 ~ 2001년 9월 20일
- 《신화》 : 2001년 9월 26일 ~ 2001년 11월 15일
- 《피아노》 : 2001년 11월 21일 ~ 2002년 1월 10일

#### 2002년
- 《지금은 연애중》 : 2002년 1월 16일 ~ 2002년 3월 7일
- 《명랑소녀 성공기》 : 2002년 3월 13일 ~ 2002년 5월 2일
- 《나쁜 여자들》[4] : 2002년 5월 8일 ~ 2002년 6월 27일
- 《순수의 시대》 : 2002년 7월 3일 ~ 2002년 8월 22일
- 《정》 : 2002년 8월 28일 ~ 2002년 11월 13일
- 《별을 쏘다》 : 2002년 11월 20일 ~ 2003년 1월 9일

#### 2003년
- 《올인》 : 2003년 1월 15일 ~ 2003년 4월 3일
- 《술의 나라》 : 2003년 4월 9일 ~ 2003년 5월 29일
- 《선녀와 사기꾼》 : 2003년 6월 4일 ~ 2003년 8월 7일
- 《요조숙녀》 : 2003년 8월 13일 ~ 2003년 10월 2일
- 《때려》 : 2003년 10월 8일 ~ 2003년 11월 27일
- 《천국의 계단》 : 2003년 12월 3일 ~ 2004년 2월 5일

#### 2004년
- 《햇빛 쏟아지다》 : 2004년 2월 11일 ~ 2004년 4월 1일
- 《파란만장 미스김 10억 만들기》 : 2004년 4월 7일 ~ 2004년 5월 27일
- 《섬마을 선생님》 : 2004년 6월 2일 ~ 2004년 7월 22일
- 《형수님은 열아홉》 : 2004년 7월 28일 ~ 2004년 9월 23일
- 《남자가 사랑할 때》 : 2004년 9월 30일 ~ 2004년 11월 18일
- 《유리화》 : 2004년 12월 1일 ~ 2005년 2월 3일

#### 2005년
- 《홍콩익스프레스》 : 2005년 2월 16일 ~ 2005년 4월 7일
- 《건빵선생과 별사탕》 : 2005년 4월 13일 ~ 2005년 6월 2일
- 《돌아온 싱글》 : 2005년 6월 8일 ~ 2005년 7월 21일
- 《루루공주》 : 2005년 7월 27일 ~ 2005년 9월 29일
- 《사랑은 기적이 필요해》 : 2005년 10월 5일 ~ 2005년 12월 8일
- 《마이걸》 : 2005년 12월 14일 ~ 2006년 2월 2일

#### 2006년
- 《천국의 나무》 : 2006년 2월 8일 ~ 2006년 3월 16일
- 《불량가족》 : 2006년 3월 22일 ~ 2006년 5월 11일
- 《스마일 어게인》 : 2006년 5월 17일 ~ 2006년 7월 6일
- 《돌아와요 순애씨》 : 2006년 7월 12일 ~ 2006년 8월 31일
- 《무적의 낙하산 요원》 : 2006년 9월 6일 ~ 2006년 11월 2일
- 《연인》 : 2006년 11월 8일 ~ 2007년 1월 11일

#### 2007년
- 《외과의사 봉달희》 : 2007년 1월 17일 ~ 2007년 3월 15일
- 《마녀유희》 : 2007년 3월 21일 ~ 2007년 5월 10일
- 《쩐의 전쟁》 : 2007년 5월 16일 ~ 2007년 7월 19일
- 《완벽한 이웃을 만나는 법》 : 2007년 7월 25일 ~ 2007년 9월 27일
- 《로비스트》 : 2007년 10월 10일 ~ 2007년 12월 26일

#### 2008년
- 《불한당》 : 2008년 1월 2일 ~ 2008년 2월 28일
- 《온에어》 : 2008년 3월 5일 ~ 2008년 5월 15일
- 《일지매》 : 2008년 5월 21일 ~ 2008년 7월 24일
- 《워킹맘》 : 2008년 7월 30일 ~ 2008년 9월 18일
- 《바람의 화원》 : 2008년 9월 24일 ~ 2008년 12월 4일
- 《스타의 연인》 : 2008년 12월 10일 ~ 2009년 2월 12일

#### 2009년
- 《카인과 아벨》 : 2009년 2월 18일 ~ 2009년 4월 23일
- 《시티홀》 : 2009년 4월 29일 ~ 2009년 7월 2일
- 《태양을 삼켜라》 : 2009년 7월 8일 ~ 2009년 10월 1일
- 《미남이시네요》 : 2009년 10월 7일 ~ 2009년 11월 26일
- 《크리스마스에 눈이 올까요?》 : 2009년 12월 2일 ~ 2010년 1월 28일

### 2010년대

#### 2010년
- 《산부인과》 : 2010년 2월 3일 ~ 2010년 3월 25일
- 《검사 프린세스》 : 2010년 3월 31일 ~ 2010년 5월 20일
- 《나쁜 남자》 : 2010년 5월 26일 ~ 2010년 8월 5일
- 《내 여자친구는 구미호》 : 2010년 8월 11일 ~ 2010년 9월 30일
- 《대물》 : 2010년 10월 6일 ~ 2010년 12월 23일

#### 2011년
- 《싸인》 : 2011년 1월 5일 ~ 2011년 3월 10일
- 《49일》 : 2011년 3월 16일 ~ 2011년 5월 19일
- 《시티 헌터》 : 2011년 5월 25일 ~ 2011년 7월 28일
- 《보스를 지켜라》 : 2011년 8월 3일 ~ 2011년 9월 29일
- 《뿌리 깊은 나무》 : 2011년 10월 5일 ~ 2011년 12월 22일

#### 2012년
- 《부탁해요 캡틴》 : 2012년 1월 4일 ~ 2012년 3월 8일
- 《옥탑방 왕세자》 : 2012년 3월 21일 ~ 2012년 5월 24일
- 《유령》 : 2012년 5월 30일 ~ 2012년 8월 9일
- 《아름다운 그대에게》 : 2012년 8월 15일 ~ 2012년 10월 4일
- 《대풍수》 : 2012년 10월 10일 ~ 2013년 2월 7일

#### 2013년
- 《그 겨울, 바람이 분다》 : 2013년 2월 13일 ~ 2013년 4월 3일
- 《내 연애의 모든 것》 : 2013년 4월 4일 ~ 2013년 5월 29일
- 《너의 목소리가 들려》 : 2013년 6월 5일 ~ 2013년 8월 1일
- 《주군의 태양》 : 2013년 8월 7일 ~ 2013년 10월 3일
- 《상속자들》 : 2013년 10월 9일 ~ 2013년 12월 12일
- 《별에서 온 그대》 : 2013년 12월 18일 ~ 2014년 2월 27일

#### 2014년
- 《쓰리 데이즈》 : 2014년 3월 5일 ~ 2014년 5월 1일
- 《너희들은 포위됐다》 : 2014년 5월 7일 ~ 2014년 7월 17일
- 《괜찮아, 사랑이야》 : 2014년 7월 23일 ~ 2014년 9월 11일
- 《내겐 너무 사랑스러운 그녀》 : 2014년 9월 17일 ~ 2014년 11월 6일
- 《피노키오》 : 2014년 11월 12일 ~ 2015년 1월 15일

#### 2015년
- 《하이드 지킬, 나》 : 2015년 1월 21일 ~ 2015년 3월 26일
- 《냄새를 보는 소녀》 : 2015년 4월 1일 ~ 2015년 5월 21일
- 《가면》 : 2015년 5월 27일 ~ 2015년 7월 30일
- 《용팔이》 : 2015년 8월 5일 ~ 2015년 10월 1일
- 《마을 - 아치아라의 비밀》 : 2015년 10월 7일 ~ 2015년 12월 3일
- 《리멤버 - 아들의 전쟁》 : 2015년 12월 9일 ~ 2016년 2월 18일

#### 2016년
- 《돌아와요 아저씨》 : 2016년 2월 24일 ~ 2016년 4월 14일
- 《딴따라》 : 2016년 4월 20일 ~ 2016년 6월 16일
- 《원티드》 : 2016년 6월 22일 ~ 2016년 8월 18일
- 《질투의 화신》 : 2016년 8월 24일 ~ 2016년 11월 10일
- 《푸른 바다의 전설》 : 2016년 11월 16일 ~ 2017년 1월 25일

#### 2017년
- 《사임당, 빛의 일기》 : 2017년 1월 26일 ~ 2017년 5월 4일
- 《수상한 파트너》 : 2017년 5월 10일 ~ 2017년 7월 13일
- 《다시 만난 세계》 : 2017년 7월 19일 ~ 2017년 9월 21일
- 《당신이 잠든 사이에》 : 2017년 9월 27일 ~ 2017년 11월 16일
- 《이판사판》 : 2017년 11월 22일 ~ 2018년 1월 11일

#### 2018년
- 《리턴》 : 2018년 1월 17일 ~ 2018년 3월 22일
- 《스위치 - 세상을 바꿔라》 : 2018년 3월 28일 ~ 2018년 5월 17일
- 《훈남정음》 : 2018년 5월 23일 ~ 2018년 7월 19일
- 《친애하는 판사님께》 : 2018년 7월 25일 ~ 2018년 9월 20일
- 《흉부외과 - 심장을 훔친 의사들》 : 2018년 9월 27일 ~ 2018년 11월 15일
- 《황후의 품격》 : 2018년 11월 21일 ~ 2019년 2월 21일 (해당 프로그램까지 드라마 스페셜로 방송)

#### 2019년
- 《빅이슈》 : 2019년 3월 6일 ~ 2019년 5월 2일 (해당 프로그램부터 수목 드라마로 방송)
- 《절대 그이》 : 2019년 5월 15일 ~ 2019년 7월 11일
- 《닥터 탐정》 : 2019년 7월 17일 ~ 2019년 9월 5일
- 《시크릿 부티크》 : 2019년 9월 18일 ~ 2019년 11월 28일 (해당 프로그램을 마지막으로 SBS 수목 드라마 폐지)

## 경쟁 프로그램
- KBS 2TV 수목 드라마
- MBC 수목 드라마
- TV조선 수목 드라마
- JTBC 수목 드라마
- 채널A 수목 드라마
- MBN 수목 드라마
- tvN 수목 드라마
- ENA 수목 드라마